# Русенквист, Сусанна
Аннели́ Суса́нна Кристи́на Ру́сенквист-Ни́льссон (швед. Anneli Susanne Christina Rosenqvist-Nilsson; 26 ноября 1967, Ландскруна) — шведская гребчиха-байдарочница, выступала за сборную Швеции на всём протяжении 1990-х годов. Бронзовая призёрша летних Олимпийских игр в Барселоне и Атланте, серебряная и бронзовая призёрша чемпионатов мира, победительница многих регат национального и международного значения.

## Биография
Сусанна Русенквист родилась 26 ноября 1967 года в городе Ландскруна, лен Сконе. Активно заниматься греблей начала с раннего детства, проходила подготовку в каноэ-клубах Нючёпинга и коммуны Люддечёпинге.
Первого серьёзного успеха на взрослом международном уровне добилась в 1991 году, когда попала в основной состав шведской национальной сборной и побывала на чемпионате мира в Париже, откуда привезла награду серебряного достоинства, выигранную в зачёте двухместных экипажей на дистанции 5000 метров. Благодаря череде удачных выступлений удостоилась права защищать честь страны на летних Олимпийских играх 1992 года в Барселоне — в составе четырёхместного экипажа, куда вошли также гребчихи Агнета Андерссон, Анна Ульссон и Мария Хаглунд, завоевала бронзовую медаль на пятистах метрах — в финале её обошли лишь экипажи из Венгрии и Германии.
После Олимпиады Русенквист осталась в гребной команде Швеции и продолжила принимать участие в крупнейших международных регатах. Так, в 1993 году она выступила на чемпионате мира в Копенгагене, где стала бронзовой призёршей в четвёрках на полукилометровой дистанции. Год спустя на мировом первенстве в Мехико в той же дисциплине взяла бронзу, ещё через год на аналогичных соревнованиях в немецком Дуйсбурге трижды поднималась на пьедестал почёта: получила серебро в двойках на двухстах метрах, а также две бронзы в двойках на пятистах метрах и четвёрках на двухстах метрах. Будучи в числе лидеров шведской национальной сборной, благополучно прошла квалификацию на Олимпийские игры 1996 года в Атланте — в итоге повторила достижение четырёхлетней давности, с Агнетой Андерсон, Анной Ульссон и Ингелой Эрикссон, выиграла бронзовую медаль в четвёрках на пятистах метрах.
В 1997 году на чемпионате мира в канадском Дартмуте удостоилась бронзовой награды в четвёрках на дистанции 200 метров. Кроме участия в спринтерских гонках на байдарках, Сусанна Русенквист регулярно участвовала в марафонских регатах. Например, в 1996 году она стартовала на домашнем марафонском чемпионате мира в коммуне Ваксхольм и стала здесь чемпионкой в программе двухместных экипажей, а в 1999 году в той же дисциплине получила бронзу в венгерском городе Дьёр.